# Can Tho
Cần Thơ er en by i det sydlige Vietnam med et indbyggertal (pr. 2004) på cirka 1.121.000. Can Tho er den største by i Mekong-deltaet. Byens klima er tropisk og præget af den årlige monsunregn.
Byens lufthavn er Can Tho Lufthavn.
10°2′N 105°47′Ø / 10.033°N 105.783°Ø
- Wikimedia Commons har flere filer relateret til Can Tho